# Zhong’an (köpinghuvudort i Kina, Liaoning Sheng, lat 41,61, long 121,98)
Zhong'an (kinesiska: 中安, Zhong’an Zhen, 中安镇) är en köpinghuvudort i Kina. Den ligger i provinsen Liaoning, i den nordöstra delen av landet, omkring 120 kilometer väster om provinshuvudstaden Shenyang. Antalet invånare är 73 774. Befolkningen består av 36 394 kvinnor och 37 380 män. Barn under 15 år utgör 12,0 %, vuxna 15-64 år 77 %, och äldre över 65 år 10,0 %.
Runt Zhong'an är det tätbefolkat, med 297 invånare per kvadratkilometer. Närmaste större samhälle är Beizhen, 15,2 km väster om Zhong'an. Trakten runt Zhong'an består till största delen av jordbruksmark.
Genomsnittlig årsnederbörd är 847 millimeter. Den regnigaste månaden är juli, med i genomsnitt 199 mm nederbörd, och den torraste är januari, med 7 mm nederbörd.